# 3r Festival Internacional de Cinema de Moscou
El 3r Festival Internacional de Cinema de Moscou es va celebrar entre el 7 i el 21 de juliol de 1963. El gran premi fou atorgat a la pel·lícula italiana 8½ dirigida per Federico Fellini.

## Jurat
- Grigori Txukhrai (URSS - President)
- Shaken Aimanov (URSS)
- Sergio Amidei (Itàlia)
- Dušan Vukotić (Iugoslàvia)
- Mohamed Kerim (Egipte)
- Stanley Kramer (USA)
- Jean Marais (França)
- Nelson Pereira dos Santos (Brasil)
- Emil Petrov (Bulgària)
- Jan Procházka (Txecoslovàquia)
- Satyajit Ray (Índia)
- Jan Rybkowski (Polònia)
- Kiyohiko Ushihara (Japó)
- János Herskó (Hongria)

## Pel·lícules en competició
Les següents pel·lícules foren seleccionades per la competició:
| Títol original                             | Director(s)                        | País de producció |
| ------------------------------------------ | ---------------------------------- | ----------------- |
| Sahele entezar                             | Syamak Yasami                      | Iran              |
| The Great Escape                           | John Sturges                       | Estats Units      |
| Saat Pake Bandha                           | Ajoy Kar                           | Índia             |
| Le soupirant                               | Pierre Étaix                       | França            |
| 8½ (Otto e mezzo)                          | Federico Fellini                   | Itàlia, França    |
| Gamperaliya                                | Lester James Peries                | Sri Lanka         |
| Nackt unter Wolfen                         | Frank Beyer                        | RDA               |
| Las doce sillas                            | Tomás Gutiérrez Alea               | Cuba              |
| Los signos del zodíaco                     | Sergio Véjar                       | Mèxic             |
| Znakomtes, Baluiev! (Знакомьтесь, Балуев!) | Victor Komissarjevski              | Unió Soviètica    |
| Hiko shōjo                                 | Kirio Urayama                      | Japó              |
| Kozara                                     | Veljko Bulajić                     | Iugoslàvia        |
| Traumreise unter weissen segeln            | Hermann Leitner, Rudolf Nussgruber | RFA               |
| Lupeni 29                                  | Mircea Drăgan                      | Romania           |
| Pojat '                                    | Mikko Niskanen                     | Finlàndia         |
| Den kære familie                           | Erik Balling                       | Dinamarca         |
| De overval                                 | Paul Rotha                         | Països Baixos     |
| Os mendigos                                | Flávio Migliaccio                  | Brasil            |
| Nuevas amistades '                         | Ramón Comas                        | Espanya           |
| Ene huuhnuu duu                            | Ravjagiin Dorjpalam                | Mongòlia          |
| Al Nasser Salah Ad-Din الناصر صلاح الدين   | Youssef Chahine                    | Egipte            |
| Porozhniy reis Порожний рейс               | Vladimir Vengerov                  | Unió Soviètica    |
| Legenda a vonaton                          | Tamás Rényi                        | Hongria           |
| Smrt si říká Engelchen                     | Ján Kadár, Elmar Klos              | Txecoslovàquia    |
| La cigarra no es un bicho                  | Daniel Tinayre                     | Argentina         |
| Sammy Going South                          | Alexander Mackendrick              | Regne Unit        |
| Der Henker von London                      | Edwin Zbonek                       | Àustria           |
| Toha, Pahlawan Bandung Selatan             | Usmar Ismail, N. D. Afifi          | Indonèsia         |
| Chị Tư Hậu                                 | Phạm Kỳ Nam                        | Vietnam del Nord  |
| Kalde spor                                 | Arne Skouen                        | Noruega           |
| Czarne skrzydla                            | Ewa Petelska, Czesław Petelski     | Polònia           |
| Nils Holgerssons underbara resa            | Kenne Fant                         | Suècia            |
| Şehirdeki Yabancı                          | Halit Refiğ                        | Turquia           |
| Chouchou wa al million                     | Issam Hamawi                       | Líban             |

## Premis
- Gran Premi: 8½ de Federico Fellini
- Premis d'Or:
  - Smrt si říká Engelchen de Ján Kadár i Elmar Klos
  - Kozara de Veljko Bulajić
  - Hiko shōjo de Kirio Urayama
- Premi Especial de Plata: Frank Beyer per Nackt unter Wolfen
- Premis de Plata:
  - Porozhniy reis de Vladimir Vengerov
  - Legenda a vonaton de Tamás Rényi
  - Czarne skrzydla d'Ewa Petelska i Czesław Petelski
  - Chị Tư Hậu de Pham Ky Nam
  - Lupeni 29 de Mircea Drăgan
  - Millor Actor: Steve McQueen per The Great Escape
  - Millor Actriu: Suchitra Sen per Saptapadi
  - Director of Photography: Jørgen Skov per Den kære familie
- Diploma Especial: Pierre Étaix per Le soupirant
- Premi FIPRESCI: The Four Days of Naples de Nanni Loy